# Métro léger de Phoenix
Le métro léger de Phoenix est le réseau de tramways de la ville de Phoenix, aux États-Unis. Ouvert le 27 décembre 2008, il comporte deux lignes. Le réseau totalise une longueur de 62 kilomètres, jalonné de 50 stations.

## Réseau actuel

### Aperçu général
En 2025, le réseau est constitué de deux lignes. La ligne A présente un tracé Est Ouest tandis que la ligne B présente un tracé Nord Sud. Les deux lignes sont en correspondance à la station Downtown Phoenix Hub.
| Ligne | Terminus             | Terminus                 | Ouverture | Dernier prolongement | Stations |
| ----- | -------------------- | ------------------------ | --------- | -------------------- | -------- |
|       | Downtown Phoenix Hub | Gilbert Road/Main Street | 2008      | 2019                 | 23       |
|       | Metro Parkway        | Baseline/Central Avenue  | 2025      | -                    | 27       |